# Choroní (Venezuela)
Pour les articles homonymes, voir Choroni.
Choroní est la capitale de la paroisse civile de Choroní de la municipalité de Girardot de l'État d'Aragua au Venezuela.